# 180 Garumna
180 Garumna è un asteroide della fascia principale. Scoperto nel 1878, presenta un'orbita caratterizzata da un semiasse maggiore pari a 2,7204013 UA e da un'eccentricità di 0,1689080, inclinata di 0,87044° rispetto all'eclittica.
Il suo nome deriva dall'antico nome latino del fiume Garonna.